# Guntis Ulmanis

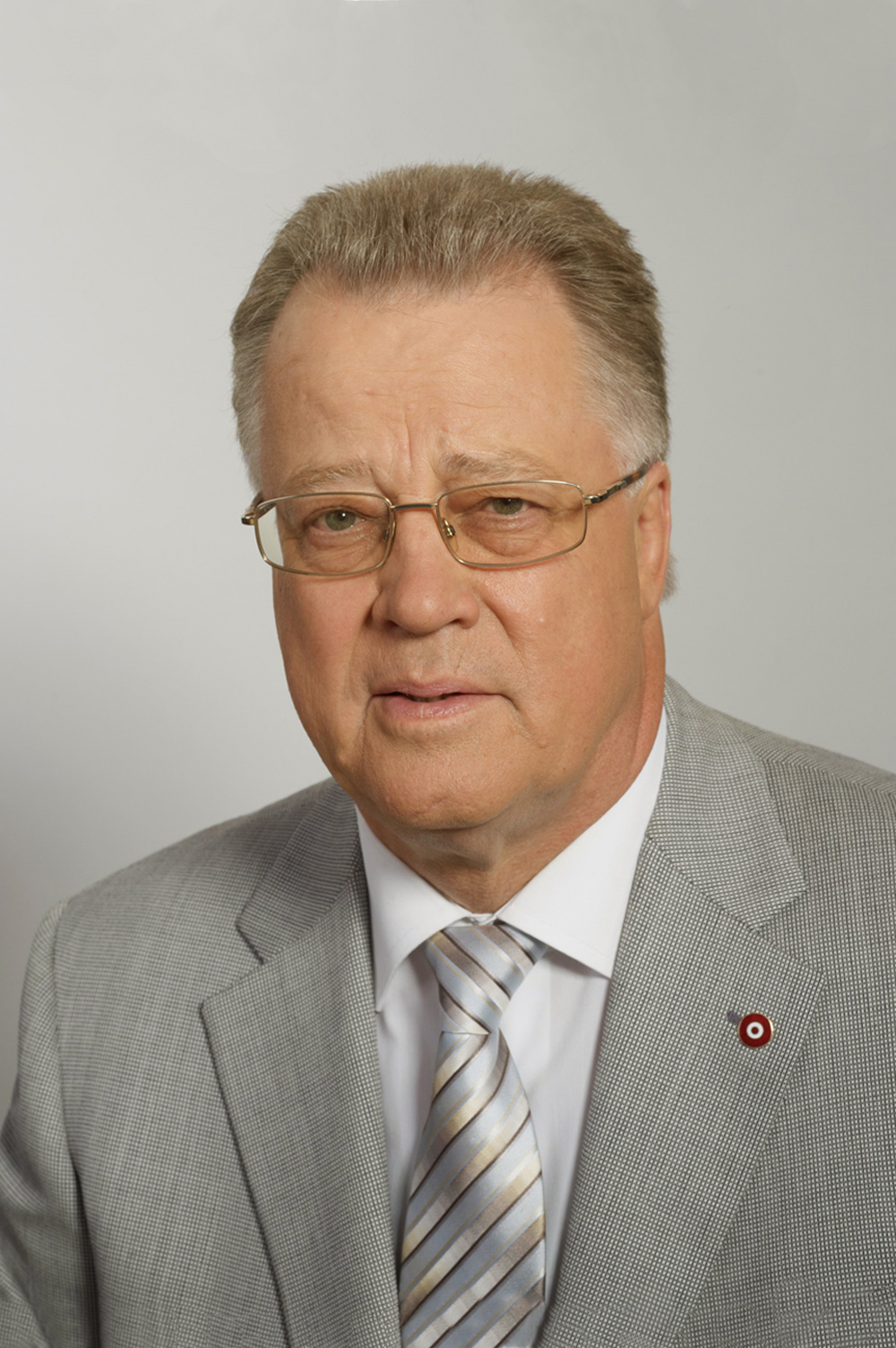
Guntis Ulmanis 2010

Guntis Ulmanis (* 13. September 1939 in Riga) ist ein lettischer Politiker. Von 1993 bis 1999 war er Staatspräsident der Republik Lettland. 

## Leben
Guntis Ulmanis wurde am 13. September 1939 in Riga geboren. Sein Großvater war der Bruder des damaligen lettischen Staatspräsidenten Kārlis Ulmanis. Ulmanis verbrachte seine Kindheit in Sibirien, da seine Eltern im Juni 1941 vom NKWD in die Sowjetunion deportiert worden waren und dort in der Verbannung lebten.
1946 kehrte Ulmanis nach Lettland zurück. Von 1958 bis zur Einberufung in die sowjetische Armee (Wehrdienst von 1963 bis 1965) studierte er an der Universität Lettlands. 1966 schloss er dort sein Studium ab und trat in die KPdSU ein. Er arbeitete zunächst im Exekutivkomitee des Rigaer Stadtsowjets und war später Direktor eines Dienstleistungskombinats.
1989 trat er aus der Partei aus. 1993 wurde er als Abgeordneter des Lettischen Bauernbunds in den Saeima und im selben Jahr zum ersten Staatspräsidenten der Republik Lettland seit der Wiederherstellung der Unabhängigkeit gewählt. 1996 wurde er wiedergewählt. Seine zweite Amtszeit endete am 7. Juli 1999.
In Ulmanis’ Amtszeit wurde die Todesstrafe in Lettland abgeschafft, die russischen Streitkräfte verließen das Land und die sowjetische Radaranlage in Skrunda wurde abgebaut.
Im Oktober 2002 wurde Ulmanis Vorsitzender des Organisationskomitees der Eishockey-Weltmeisterschaft 2006 in Riga. 2010 kehrte er als Vorsitzender der Parteivereinigung Par Labu Latviju in die Politik zurück und war ein Jahr lang Parlamentsabgeordneter.
Ulmanis ist mit der Wirtschaftswissenschaftlerin Aina Ulmane geb. Štelce verheiratet. Mit ihr hat er eine Tochter und einen Sohn.

## Schriften
- No tevis jau neprasa daudz. Likteņstāsti, Riga 1995, ISBN 9984-536-74-2 (lettisch).
- Путь президента. Preses nams, Riga 1999, ISBN 9984-00-249-7 (russisch).
- Mans prezidenta laiks = My time as President. Preses nams, Riga 1999, ISBN 9984-00-364-7 (lettisch und englisch).